# Neutralrot
Neutralrot (systematische Bezeichnung nach Colour Index Basic Red 5) ist ein roter Phenazin-Farbstoff.

## Gewinnung und Darstellung
Neutralrot kann aus N,N-Dimethyl-4-nitrosoanilin und 2,4-Diaminotoluol durch Zugabe von Salzsäure hergestellt werden.

## Eigenschaften
Neutralrot färbt tannierte Baumwolle violettrot. Die Färbung ist nicht lichtecht. Der Farbstoff wird als Indikator (Farbumschlag von Rot nach Gelb bei pH 6,8–8,0) und als Redoxindikator für biologische Untersuchungen wie der Bestimmung der Zellviabilität per Neutralrot-Test verwendet, da es nicht toxisch ist.
Neutralrot liegt von pH 13 bis 7,5 ungeladen vor und ist von gelber Farbe. Ungeladen ist Neutralrot membrangängig. Ab pH 7,4 und saurer wird der Farbstoff protoniert und nimmt rote Farbe an (pKs 5,89). Als Kation vermag Neutralrot Membranen nicht mehr zu durchdringen. Es reichert sich daher in sauren Kompartimenten von Zellen an (sog. ion trapping bzw. Ionenfalle).